# Rotokas
Le rotokas est une langue de Bougainville du Nord parlée sur l'île de Bougainville, dans l'Est de la Papouasie-Nouvelle-Guinée, par environ 4 320 personnes. 
Selon Allen et Hurd (1963), il est distingué en trois dialectes : le rotokas central, l'aita et le pipipaia ; un autre dialecte est parlé dans le village d'Atsilima dont le statut linguistique est flou (selon Robinson, l'influence du kariaka sur le dialecte a été importante).
Le rotokas central est  connu pour son inventaire phonémique extrêmement réduit et son alphabet (possiblement le plus petit au monde).

## Phonologie
Le rotokas central possède l'un des inventaires phonémiques les plus réduits au monde (seul celui du pirahã a été prouvé comme plus minimaliste encore). 
L’alphabet est composé de douze lettres représentant onze phonèmes. Toutes les voyelles du rotokas peuvent être courtes ou longues mais ne sont distinguées par aucune caractéristique suprasegmentale telle que l'accent tonique ou les tons. 

### Consonnes
| Rotokas central | Bilabiales | Alvéolaires | Vélaires |
| --------------- | ---------- | ----------- | -------- |
| Sourdes         | p          | t           | k        |
| Voisées         | b ~ β      | d ~ ɾ       | ɡ ~ ɣ    |

| Aita               | Bilabiales | Alvéolaires | Vélaires |
| ------------------ | ---------- | ----------- | -------- |
| Sourdes            | p          | t           | k        |
| Occlusives voisées | b ~ β      | d ~ ɾ       | ɡ ~ ɣ    |
| Nasales            | m          | n           | (ŋ)      |

#### Phonèmes
Le rotokas central est remarquable par l'absence de distinction faite entre les modes d'articulation : les phonèmes consonantaux sont tous occlusifs et sont répartis sur trois points d'articulation : bilabial, alvéolaire et vélaire, chacun ayant une consonne voisée et une autre sourde. Les trois consonnes voisées présentent une variation allophonique importante. 
Les consonnes sourdes sont /p, t, k/ et prononcées [p, t, k]. Robinson rapporte que /t/ a un allophone [ts]~[s] dans le dialecte aita avant /i/ ; Firchow et Firchow avaient signalé le même phénomène en rotokas central mais il précise que ce n'est plus le cas du fait du bilinguisme généralisé avec le tok pisin. Les consonnes voisées /b, d, g/ présentent respectivement les ensembles allophoniques [β, b, m], [ɾ, n, l, d] et [ɡ, ɣ, ŋ] . 

#### Consonnes nasales
Le rotokas présente la particularité rare de ne pas avoir de consonne nasale phonémique. Firchow et Firchow font le commentaire suivant : « En rotokas central […], les consonnes nasales sont rarement entendues, sauf quand un locuteur natif imite un étranger qui s'essaye au rotokas. Dans ce cas, les consonnes nasales sont caractéristiques de la mimique et sont utilisées même là où le locuteur étranger ne le fera pas ». 
Robinson a démontré que le dialecte aita fait la distinction entre les consonnes occlusives et les consonnes nasales. Seule la distinction entre /g/ et /ŋ/ n'a pas pu être démontrée par les paires minimales. De ce fait, l'aita a 8 consonnes phonémiques (possiblement 9) alors que le rotokas central n'en a que 6. 
Comme les consonnes nasales et les consonnes voisées de l'aita sont confondues en rotokas central, il est possible de deviner un mot en dialecte central depuis le mot aita, mais non l'inverse. Par exemple, « bokia » (« jour ») est prononcé avec /b ~ β/ dans les deux dialectes, mais le mot « bisi » (« vous »), qui est prononcé avec /b ~ β/ en rotokas central, est prononcé avec /m/ en aita. La distinction de l'aita entre /b ~ β/ et /m/ est prouvée par des paires minimales telles que /muta/ (« temps ») et /buta/ (« goût »). Cela suggère que l'aita est plus proche de l'ancêtre du rotokas, et que le rotokas central aurait tendu à réduire l'inventaire plus récemment.

### Voyelles
Les voyelles peuvent être courtes ou longues ; une voyelle longue est double à l'écrit. La distinctivité des voyelles longues n'est pas assurée car il est possible qu'elles soient tout simplement en hiatus, ce qui est très courant avec d'autres voyelles, comme dans le mot « upiapiepaiveira ». Le dialecte aita n'a apparemment pas de longueur vocalique phonémique. 
|            | Antérieures | Postérieures |
| ---------- | ----------- | ------------ |
| Fermées    | i iː        | u uː         |
| Mi-fermées | e eː        | o oː         |
| Ouvertes   | a aː        |              |

### Accent tonique
L'accent tonique n'est apparemment pas phonémique, mais ce n’est pas certain. Les mots avec deux ou trois syllabes sont accentués sur la syllabe initiale ; les mots quadrisyllabiques sur la première et la troisième ; ceux de plus de cinq syllabes sur l'antépénultième. Cette règle est compliquée par les voyelles longues et toutes les conjugaisons verbales ne suivent pas ce modèle. 

## Grammaire
Typologiquement, le rotokas est une langue à tendance SOV et centripète (avec des adjectifs et des pronoms démonstratifs préposés aux noms qu'ils modifient, mais des postpositions). Bien que la position des adverbes soit relativement libre, ils ont tendance à précéder le verbe, comme dans l'exemple suivant. 
| osirei-toarei                                 | avuka-va     | iava | ururupa-vira | tou-pa-si-veira           |
| œil-MASC.DU                                   | vieux-FEM.SG | POST | fermé-ADV    | être-PROG-2.DU.MASC-HABIT |
| « Les yeux de la vieille femme sont fermés. » |              |      |              |                           |

## Écriture
L'alphabet est peut-être le plus réduit au monde, avec seulement 12 lettres, sans aucun signe diacritique ni ligature. Les lettres sont A E G I K O P R S T U V. T et S représentent tous deux le phonème /t/, écrit avec S avant un I et dans le nom « rotokas », et avec T ailleurs. Le V est parfois écrit B.

### Exemples de textes
| Rotokas | Français |
| --- | --- |
| Osireitoarei avukava iava ururupavira toupasiveira. | La vieille femme a les yeux fermés. |
| Vo tuariri rovoaia Pauto vuvuiua ora rasito pura-rovoreva. Vo osia rasito raga toureva, uva viapau oavu avuvai. Oire Pauto urauraaro tuepaepa aue ivaraia uukovi. Vara rutuia rupa toupaiva. Oa iava Pauto oisio puraroepa, Aviavia rorove. Oire aviavia rorova. | Au commencement Dieu créa le ciel et la terre. La terre était sans forme et vide, et l'obscurité couvrait l'océan primitif. Le souffle de Dieu se déplaçait à la surface de l'eau. Alors Dieu dit: « Que la lumière paraisse ! » et la lumière parut. |